# Eric Peterson
För andra betydelser, se Erik Petersson (olika betydelser).
Eric Gustaf Henning Peterson (i riksdagen kallad Peterson i Linköping), född 6 maj 1906 i Kimstads församling, Östergötlands län, död 12 oktober 1992 i Linköpings domkyrkoförsamling, Östergötlands län, var en svensk vaktmästare och folkpartistisk politiker.

## Biografi
Efter studier vid folkhögskola fick Eric Petersson anställning som montör vid Linköpings gasverk 1924. Han var därefter skolvaktmästare 1938–1960 och sedan biträdande fastighetsförvaltare vid Linköpings skolstyrelse. I Linköpings stad var han ledamot av stadsfullmäktige 1947–1966, åren 1952–1959 som vice ordförande.
Han var riksdagsledamot för Östergötlands läns valkrets, dels i första kammaren 1961–1970 och dels i enkammarriksdagen från 8 november 1972 till utgången av 1973. I riksdagen satt han bland annat i allmänna beredningsutskottet som suppleant 1961–1962 och därefter som ledamot 1963–1970. Han var främst engagerad i socialpolitik såsom pensioner och handikappfrågor, men även olika etiska frågor som vapenfri tjänst.